# キュランダ高原列車
キュランダ高原列車（キュランダこうげんれっしゃ、英: Kuranda Scenic Railway）は、QR（クイーンズランド鉄道）トラベルトレインがオーストラリア・クイーンズランド州のケアンズ駅 - キュランダ駅間をノース・コースト線の支線経由で運行する観光列車。「キュランダ観光鉄道」などと呼ばれることもある。また、「キュランダ」は「クランダ」とも表記される。

## 運行概況

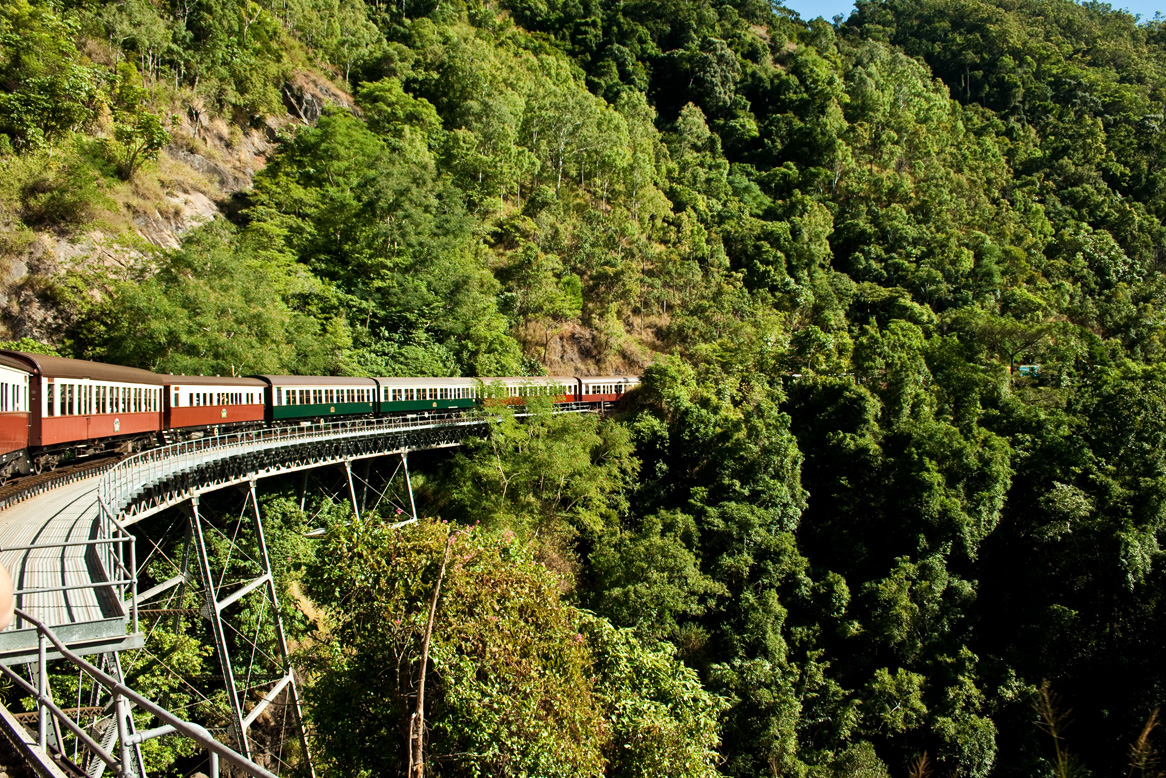
キュランダ高原列車

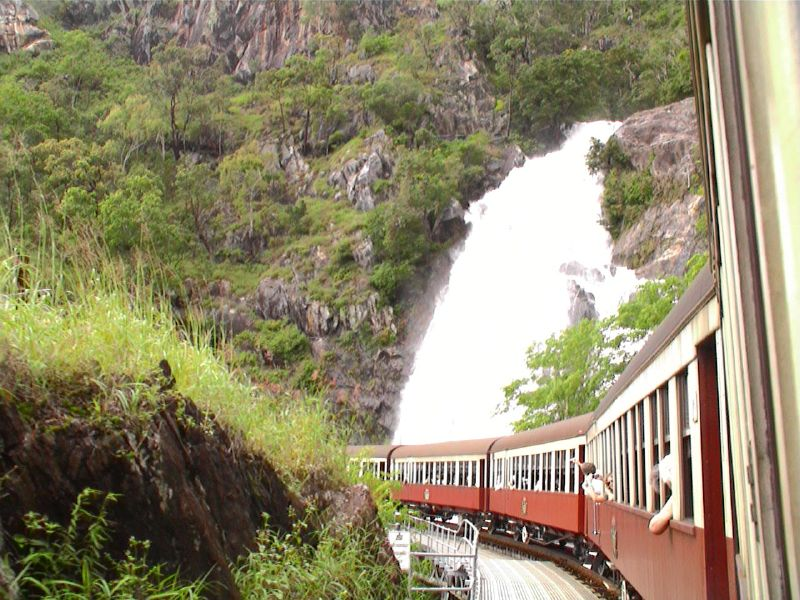
キュランダ高原列車と滝

当列車はケアンズからMacalister山脈を蛇行して登っていきキュランダに至る約33kmを結ぶ観光列車であり、通勤輸送には利用されていない。所要時間は約1時間45分である。バロン渓谷国立公園内を通過し、バロン滝付近では眺望のために一時停車する（駅があり、写真撮影用に長めの停車時間が取られるので車外に出ることも可能である）。他にも、線路から数メートルの距離にある Stoney Creek 滝を含むいくつもの小さな滝のそばを通過する。
各車両には3つのLCDモニタが設置され、路線の歴史やバロン滝について説明されている。2両連結されているゴールドクラス車両では軽食や飲み物が提供される。
2020年現在、午前中に往路が2本、午後に復路が2本の列車が運行されている。

## 停車駅
ケアンズ駅 - フレッシュウォーター駅 - バロン滝駅 - キュランダ駅

## 沿革
- 1891年6月 - ケアンズ駅 - キュランダ駅間の鉄道路線が開業。
- 1936年 - ケアンズ駅 - キュランダ駅間での最初の観光列車がロングシートの4両編成で運転された[3]。
- 1995年 - 落石によって線路が損傷し大修理が必要となった。
- 2006年6月1日 - ゴールドクラス車両導入。